# Novempopulania
Novempopulania, Aquitania novempopulana o Aquitania tercera (en latín: "Aquitanica tertia" o "Aquitania”) fue una provincia romana del Bajo Imperio romano, creada a finales del siglo III por la reforma administrativa del emperador Diocleciano, que subdividió en tres entidades administrativas la anterior provincia imperial de Gallia Aquitania:
- Aquitania Primera, que comprendía la región del Macizo Central y Berry
- Aquitania Segunda, alrededor de Burdeos, Charentes y Poitou
- Novempopulania

La Novempopulania limitaba al norte con la Aquitania II, al este con la Narbonense Primera, al sur con la Tarraconense y al oeste con el Océano Atlántico. Dependiente de la diócesis de las Galias, tenía por capital la ciudad de Eauze.
Una estela conservada en la localidad de Hasparren celebra la creación de la provincia:
Flamen item dv(v)mvir qvaestor pagiq. magister
Vervs ad Avgvstvm legato mvnere fvnctvs
pro novem optinvit popvlis seivngere Gallos
Vrbe redvx genio pagi hanc dedicat aram.
Su nombre significa en latín los nueve pueblos, al hacer referencia a la composición de las nueve tribus principales que la habitaban:
- Auscii (Civitas Ausciorum): En la llanura de Gers, con capital en Eliumberrum denominada Augusta Auscorum, por Ptolomeo (Auch);
- Beneharni (Civitas Benarnensium): Venarni en Plinio y solamente en su obra, capital en Beneharnum (Lescar);
- Bigerriones (Civitas Turba o Civitas Bigorra): Bigerri según Plinio. En torno al curso alto del Adour (Aturrus). Castrum Bigorra (Saint-Lézer);
- Boiates (Civitas Boatium): Boviates en Plinio, en torno a la bahía de Arcachon y los lagos de Cazaux-Sanguinet y Biscarrosse;
- Consoranos (Civitas Consorannorum): el más oriental de los pueblos de Aquitania, en el valle del Salat, perviviendo el nombre en la región de Couserans. El nombre de su ciudad principal, identificada con Saint-Lizier, es desconocido;
- Convenae (Civitas Convenarum): En el alto Garona, desde su nacimiento hasta el límite con la Narbonense. Lugdunum Convenarum (Saint-Bertrand-de-Comminges);
- Elusates (Civitas Elusatium): etnónimo derivado de su ciudad principal Elusa (Eauze);
- Lactorates (Civitas Lactoratium): con Lactora (Lectoure) como ciudad principal, al norte de los Auscii. El etnónimo sin embargo no está bien documentado habiéndose corregido los Latusates de Plinio;
- Tarbelli: en la franja costera desde el extremo occidental del Pirineo con Aquae Tarbellicae (Dax) como ciudad principal.

El territorio de Novempopulania también albergaba a otras tribus aquitanas.
Tras la invasión de los pueblos germánicos del Imperio romano de Occidente, la Novempopulania fue ocupada por los visigodos hasta que, derrotados en la Batalla de Vouillé, los francos merovingios de Clodoveo I la ocuparon. Durante el siglo VII y siglo VIII surgieron en la antigua provincia las entidades del Ducado de Vasconia y del Condado de Gascuña, que se integraron más adelante en el Reino de Aquitania.
- Datos: Q1552899